# Vetements
Vetements (произносится «Ветмо́», от фр. vêtements — одежда) — швейцарская компания по производству люксовой дизайнерской одежды, основанная грузинским модельером Демной Гвасалией и его братом Гурамом в 2014 году.
Бренд был разработан коллективом друзей, имевших опыт работы в Maison Margiela, Louis Vuitton, Balenciaga, Céline и Королевской академии искусств Антверпена. Выступая за более прагматичный подход к моде, Гвасалия отражает «приземлённую натуральность», которая, по его словам, отражается в одежде современной молодёжи. Используя философский и методологический подход к своим моделям, Гвасалия всего за три коротких сезона вывел Vetements на мировой уровень. Vogue заявляет: «Часть гениальности Vetements Демны Гвасалии заключается в присвоении и переработке массовой культуры в остроумную одежду».
Первая коллекция Vetements была представлена галереей во время сезона осень-зима 2014—2015 в Париже, Франция. Первый показ второй коллекции Vetements состоялся в сезоне весна-лето 2015, и был представлен в Espace Pierre Cardin в Париже.

## Коллаборации
Vetements известен своими коллаборациями с различными модными и специализированными брендами.
На показе весна-лето 2017 было представлено 17 коллабораций с различными брендами. В коллаборации с Reebok в 2017 году Vetements представили новую обувь под названием «Reebok Pump Genetically Modified». Vetements и Reebok также сотрудничали над кроссовками Vetements x Reebok с высокими носками. С 2016 года Vetements также сотрудничает с DHL и Levi’s. Кульминацией этого сотрудничества стала специальная акция, когда коллекция продавалась из грузовиков DHL в бухте Козуэй, Гонконг, в 2017 году. Vetements также сотрудничал с IKEA, но в итоге это сотрудничество не было запущено в производство.